# Балластоуплотнительная машина
Балластоуплотнительная машина — самоходная путевая машина для уплотнения балласта в шпальных ящиках, на плечах и откосах балластной призмы. Применяется на железнодорожном транспорте при строительстве, ремонте и текущем содержании железнодорожного пути.
Назначение балластоуплотнительной машины — стабилизация путевой решётки. Использование машины значительно сокращает время ограничения скорости поездов по новому или отремонтированному пути.

## История появления
Первые балластоуплотнительные машины СССР созданы в начале 1970-х годов.

## Конструкция и принцип работы
Балластоуплотнительная машина представляет собой двухосный экипаж, оснащённый дизелем с механической передачей движения на колёсные пары и гидроприводом, что обеспечивает передвижение балластоуплотнительной машины по перегону со скоростью до 100 км/ч и на малых скоростях в рабочем режиме, когда для уплотнения балласта машина останавливается у каждой второй шпалы. Балластоуплотнительная машина имеет несколько рабочих органов:
- виброуплотнитель балласта в шпальных ящиках
- уплотнитель плеча и откоса балластной призмы
- щёточный узел для сметания остатков балласта с рельсо-шпальной решётки

Уплотнение балласта происходит от динамического воздействия вибраторов и статического нагружения, которое обеспечивают гидроцилиндры. Для производства работ по стабилизации рельсо-шпальной решётки используется также стабилизатор пути, но балластоуплотнительная машина предпочтительна на участках железнодорожного пути с костыльным креплением.

## BRAD
На железных дорогах Великобритании применяется малогабаритная балластоуплотнительная машина типа BRAD. Она подбивает вновь уложенные шпалы с помощью восьми бойков эллиптической формы, вибрирующих с частотой 46 Гц. Машина массой 6 тонн, как и другие машины, входящие в комплекс, оснащена четырьмя колесами с пневматическими шинами и легко въезжает на рельсовый путь в нужном месте и съезжает с него. Она имеет высокую производительность, гибка в эксплуатации и идеальна для выполнения подбивочных работ в условиях, когда балластная призма вокруг новых шпал уже сформирована и требует только уплотнения.